# Gury Schneider-Ludorff
Gury Schneider-Ludorff (* 1965 in Frankfurt am Main) ist eine deutsche evangelische Theologin und seit 2005 Professorin für Kirchen- und Dogmengeschichte an der Augustana-Hochschule Neuendettelsau.  

## Leben
Schneider-Ludorffs Vater war Pfarrer, ihre Mutter Lehrerin. Sie studierte von 1986 bis 1993 Evangelische Theologie in Frankfurt am Main, Rom und Heidelberg, von 1990 bis 1992 Diakoniewissenschaft in Heidelberg. 1999 promovierte sie bei Leonore Siegele-Wenschkewitz zur Dr. theol. und war nach dem Vikariat in Hessen und Nassau von 2001 bis 2005 Volker Leppins Assistentin am Lehrstuhl für Kirchengeschichte der Friedrich-Schiller-Universität Jena. 2005 erfolgte die Habilitation und Tätigkeit als Privatdozentin in Jena. Seit dem Wintersemester 2005/2006 ist sie Inhaberin des Lehrstuhls für Kirchen- und Dogmengeschichte an der Augustana-Hochschule Neuendettelsau. 2012 bis 2014 war sie Rektorin der Augustana-Hochschule.
Vom 1. März 2009 bis zum 31. Dezember 2019 amtierte sie als erste Frau als Präsidentin des Evangelischen Bundes. In diesem Amt wurde sie am 9. Oktober 2014 für die Amtszeit von 2015 bis 2021 wiedergewählt, trat dann allerdings vorzeitig zurück.
Schneider-Ludorff ist in diversen internationalen wissenschaftlichen und kirchlichen Gremien tätig, wie z. B. im Wissenschaftlichen Beirat des Centro Melantone in Rom. Seit 2013 ist sie Vorsitzende des Wissenschaftlichen Beirats zur Auswertung der Kirchenkampf-Dokumentation in der EKHN. Sie ist Mitglied im Wissenschaftlichen Beirat der Hessischen Kirchengeschichtlichen Vereinigung und im Wissenschaftlichen Beirat des Konfessionskundlichen Instituts. Daneben ist sie stellvertretende Vorsitzende des Kuratoriums des Konfessionskundlichen Instituts.

## Werke (Auswahl)
Bücher
- Das Luther-Lexikon. Hrsg. von Volker Leppin und Gury Schneider-Ludorff. Bückle & Böhm, 2014 ISBN 978-3-941530-05-8
- Magdalene von Tiling. Ordnungstheologie und Geschlechterbeziehungen; Ein Beitrag zum Gesellschaftsverständnis des Protestantismus in der Weimarer Republik (Arbeiten zur Kirchlichen Zeitgeschichte; Bd. 35). Vandenhoeck & Ruprecht, Göttingen 2001, ISBN 3-525-55735-3 (zugl. Dissertation, Universität Frankfurt/M. 1999).
- Der fürstliche Reformator. Theologische Aspekte im Wirken Philipps von Hessen von der Homberger Synode bis zum Interim (Arbeiten zur Kirchen- und Theologiegeschichte; Bd. 20). Evangelische Verlagsanstalt, Leipzig 2006, ISBN 978-3-374-02395-0.

Die vollständige Literaturliste findet sich auf der Webseite von Gury Schneider-Ludorff der Augustana-Hochschule.